# Shocking 5
Shocking 5 (ショッキング5 Shokkingu Faibu?, 5 Impactante) es el 5º álbum de estudio de ℃-ute. El álbum fue lanzado el 24 de febrero de 2010. El álbum fue lanzado en ediciones limitadas y regulares, la limitada viene con un DVD extra, vendió 7,345 copias en total y alcanzó 25 en la lista semanal de Oricon.

## Listas de canciones

### CD
| N.º | Título                                                                                  | Duración |  |
| 1.  | «EVERYDAY Zekkouchou!!»                                                                 |          |  |
| 2.  | «The Party! (La Fiesta)»                                                                |          |  |
| 3.  | «Aa Koi (嗚呼 恋; Llamar amor) - Airi Suzuki»                                           |          |  |
| 4.  | «Bye Bye Bye!»                                                                          |          |  |
| 5.  | «Lonely girl's night (Noche de Chicas solitarias) - Maimi Yajima»                       |          |  |
| 6.  | «Kimi no Senpou (君の戦法; Tus Tacticas) - Saki Nakajima, Chisato Okai, Mai Hagiwara»   |          |  |
| 7.  | «SHOCK!»                                                                                |          |  |
| 8.  | «Shigatsu Sengen (四月宣言; Declaración de abril)»                                      |          |  |
| 9.  | «"Zansho Omimai Moushiagemasu." - Suzuki Airi (Lado B de Shochuu Omimai Moushiagemasu)» |          |  |
| 10. | «Yume ga Aru Kara (夢があるから; Por un sueño)»                                         |          |  |
| 11. | «Shochuu Omimai Moushiagemasu (H22 Remix)»                                              |          |  |

### Edición Limitada (DVD)
| N.º | Título                                                  | Duración |  |
| 1.  | «Shigatsu Sengen (四月宣言) (MV)»                       |          |  |
| 2.  | «Jacket and PV Making of (ジャケット&PV撮影メイキング)» |          |  |
| 3.  | «Off-shot Slideshow (オフショットスライドショー)»       |          |  |

## Miembros presentes
- Erika Umeda (Acreditada)
- Maimi Yajima
- Saki Nakajima
- Airi Suzuki
- Chisato Okai
- Mai Hagiwara